# Judy Hollidayová
Judy Hollidayová, rodným jménem Judith Tuvimová (21. června 1921, New York – 7. června 1965, New York) byla americká herečka židovského původu.

## Život

### Mládí
Narodila se 21. června 1921 v New Yorku jako jediné dítě Abeho Tuvima a Heleny Tuvimové (rodným jménem Gollombová). Oba její rodiče byli židé ruského původu a i její rodné jméno Judith Tuvimová pocházelo z hebrejštiny a znamenalo „prázdniny“ (podle něj také později zvolila své umělecké jméno „Hollidayová“). Její otec byl výkonný ředitel amerického Židovského národního fondu a také politik, který jako socialista  šestkrát neúspěšně kandidoval na post senátora státu New York. Judy své dětství prožila ve čtvrti Sunnyside v Queensu a na Manhattanu vystudovala Julia Richman High School. Svou první práci si našla v divadle Mercury, kde pracovala jako pomocná operátorka v ústředně. Zde se také setkala i s velmi vlivnými osobami jako byl například režisér a producent Orson Welles či herec a producent John Houseman.

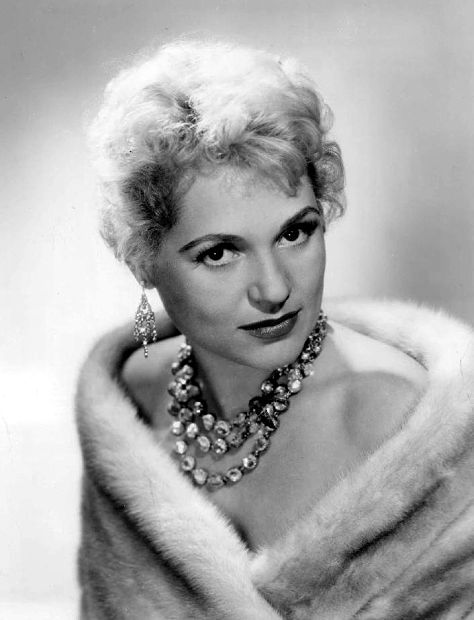
Judy Hollidayová v roce 1954

### Kariéra
Do showbyznysu se poprvé dostala v roce 1938, kdy účinkovala v nočním klubu The Revuers. Během přelomu dekády vystupovala také v klubech Village Vanguard, Spivy's Roof, Blue Angel a Rainbow Room v New Yorku a poté, co odcestovala do Los Angeles také v luxusním Trocadero, kde se scházela spousta hollywoodských předáků i hvězd. V roce 1940 také vydala spolu se skladatelem a pianistou Leonardem Bernsteinem své první hudební album Night Life in New York a se skupinou The Revuers také hrála ve filmu Greenwich Village (1944), ale jejich vystoupení bylo nakonec vystřiženo. Ve skupině však většinou nepanovala nejlepší atmosféra a téhož roku se nakonec rozpadla.
V roce 1944 dostala svou první filmovou roli a objevila se ve válečném dramatu Winged Victory o americkém vojenském letectvu. O rok později také debutovala na Broadwayi v divadle Belasco a její herecká kariéra se začala pomalu rozjíždět. Podobně to viděli i kritici z Actors' Equity Association, kteří Judy vybrali a ocenili cenou Clarence Derwenta pro nejnadějnější hereckou hvězdu.
Během roku 1946 kdy stále účinkovala na Broadwayi dostala nabídku i na roli ve hře Born Yesterday, kde měla zastoupit podstatně slavnější herečku Jean Arthurovou, která náhle New York opustila. Scenárista Garson Kanin si vybral právě o 20 let mladší Judy a hra ji brzy nasměrovala i zpět k filmu. Nedlouho poté koupilo práva na filmovou adaptaci studio Columbia Pictures a s podporou slavných hollywoodských herců byla do jedné z klíčových rolí obsazena právě Judy. I přes námitky šéfa studia Harryho Cohna si nejprve zahrála v komediálním dramatu Adamovo žebro (1949) po boku Katharine Hepburnové a Spencera Tracyho a za předvedené výkony se jí dostalo i nominace na Zlatý glóbus. Hned na to se také blýskla v oné adaptaci její slavné a populární hry Včera narození (1950) a tentokrát již Zlatý glóbus vyhrála a k tomu si následujícího roku odnesla také Oscara pro nejlepší herečku v hlavní roli, přičemž porazila spoustu slavných hvězd jako Bette Davisovou, Eleanor Parkerovou či Anne Baxterovou.
Dále se objevila ve dvou romantických komediích s Jackem Lemmonem To by se mělo stát vám a Phffft! (oba z roku 1954). V roce 1952 však její kariéru ohrozilo obvinění z údajných prokomunistických aktivit. Její jméno se objevilo na seznamu 151 podezřelých umělců a následně byla vyslýchána v americkém Senátu tzv. Mc Carranovou komisí. Vyšetřování však žádné aktivity neodhalilo, Judy stalinismus i veškerý autoritarismus veřejně odsoudila a její kariéra, na rozdíl od spousty jiných herců, zůstala relativně neposkvrněná.

### Pozdější kariéra a smrt

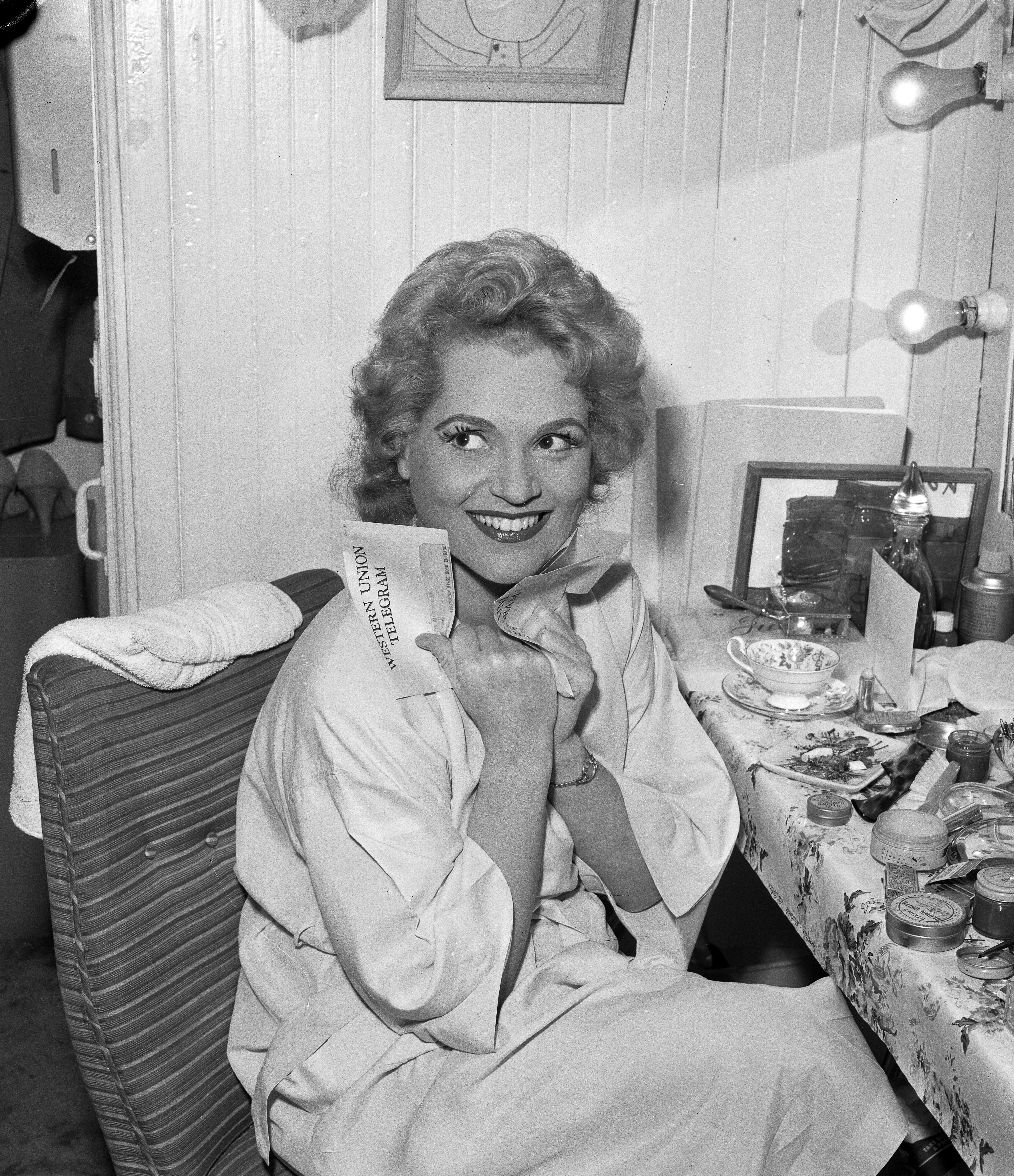
Judy Hollidayová na Broadwayi v roce 1959

V listopadu 1956 se vrátila na Broadwayi a objevila se v hlavní roli v muzikálu Bells Are Ringing společně se svými přáteli Betty Comdenovou a Adolphem Greenem z bývalé hudební skupiny The Revuers. O rok později získala divadelní cenu Tony pro nejlepší herečku v hlavní roli v muzikálu a koncem dekády se vrátila i zpět k filmu. Do šedesátých let vstoupila filmovou verzí její pár let staré a úspěšné hry a snímek Bells Are Ringing (1960) se stal také jejím posledním.

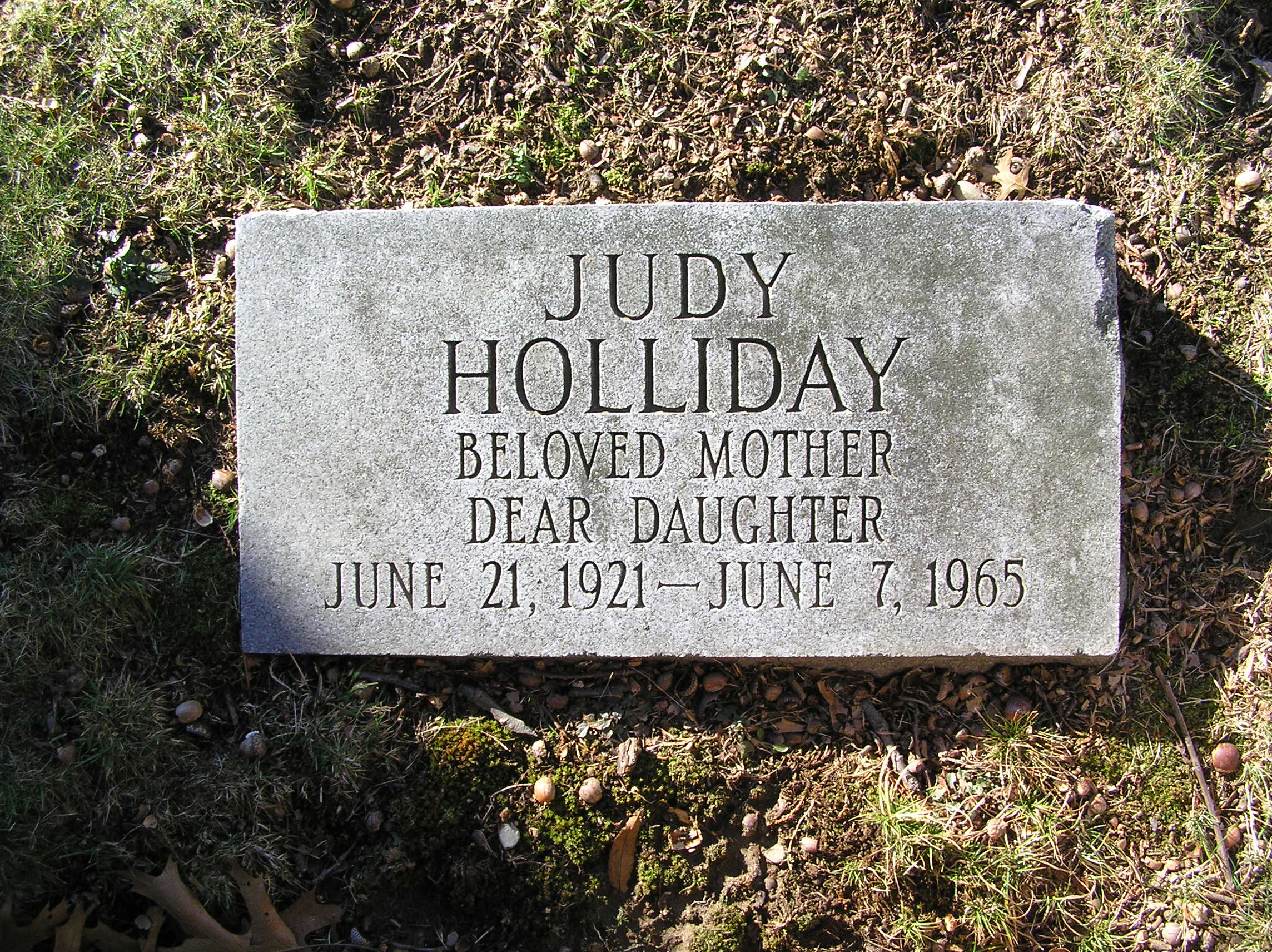
Náhrobek Judy Hollidayové

Téhož roku také musela podstoupit operaci, při které jí odstranili nádor v oblasti krku a o pět let později, 7. června 1965 zemřela na rakovinu prsu. Do 44. narozenin jí chyběly jen dva týdny. Byla pohřbena na hřbitově Westchester Hills v New Yorku.

## Ocenění

### Filmové
Cena Akademie
- 1951: Včera narození (1950) – Výhra (Nejlepší herečka v hlavní roli)

Zlatý glóbus
- 1951: Adamovo žebro (1949) – Nominace (Nejlepší herečka ve vedlejší roli)
- 1951: Včera narození (1950) – Výhra (Nejlepší herečka v komedii či muzikálu)
- 1951: Včera narození (1950) – Nominace (Nejlepší herečka v dramatu)
- 1957: Závratná kariéra (1956) – Nimonace (Nejlepší herečka v komedii či muzikálu)

- 1961: Bells Are Ringing (1960) – Nominace (Nejlepší herečka v komedii či muzikálu)

Filmová cena Britské akademie (BAFTA)
- 1953: Manželský život (1952) – Nominace (Nejlepší zahraniční herečka)
- 1955: Phffft! (1954)  – Nominace (Nejlepší zahraniční herečka)

New York Film Critics Circle Awards
- 1950: Včera narození (1950) – Nominace (Nejlepší herečka)

Laurel Awards
- 1951: Včera narození (1950) – Výhra (Nejlepší herečka v komedii či dramatu)[10]
- 1957: Závratná kariéra (1956) – Nimonace (Nejlepší herečka v komedii)

Jussi Awards
- 1952: Včera narození (1950) – Výhra (Nejlepší zahraniční herečka)

### Divadelní
Cena Tony
- 1957: Bells Are Ringing (1956) – Výhra (Nejlepší herečka v muzikálu)

## Filmografie

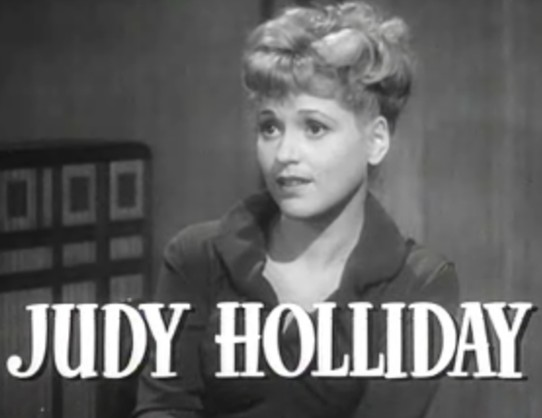
Judy Hollidayová ve filmu Adamovo žebro (1949)

### Filmy
- 1938 Too Much Johnson (režie Orson Welles)
- 1944 Greenwich Village (režie Walter Lang)
- 1944 Something for the Boys (režie Lewis Seiler)
- 1944 Winged Victory (režie George Cukor)
- 1949 Adamovo žebro (režie George Cukor)
- 1949 Ve městě (režie Gene Kelly a Stanley Donen)
- 1950 Včera narození (režie George Cukor)
- 1952 Manželský život (režie George Cukor)
- 1954 To by se mělo stát vám (režie George Cukor)
- 1954 Phffft! (režie Mark Robson)
- 1956 Závratná kariéra (režie Richard Quine)
- 1956 Full of Life (režie Richard Quine)
- 1960 Bells Are Ringing (režie Vincente Minnelli)

### Seriály
- 1949 The Ford Theatre Hour (1 epizoda, režie Marc Daniels)
- 1954 Goodyear Television Playhouse (1 epizoda, režie Delbert Mann)
- 1954 Max Liebman Spectaculars (2 epizody, režie Max Liebman a Bob Banner)